# Simaetha makinanga
Simaetha makinanga là một loài nhện trong họ Salticidae.
Loài này thuộc chi Simaetha. Simaetha makinanga được Alberto Barrion & James A. Litsinger miêu tả năm 1995.